# Wasmuths Monatshefte für Baukunst

Titelbild, Wasmuths Monatshefte für Baukunst (und Städtebau), Juli 1930

Wasmuths Monatshefte für Baukunst, gebräuchliche Kurztitel W.M.B. oder WMB; auch WMH, ist eine deutsche Fachzeitschrift für Architektur, die von 1914 an im Berliner Verlag Ernst Wasmuth erschien. Gegründet wurde die Zeitschrift von dem Verlagsleiter Günther Wasmuth. Die 1904 gegründete Zeitschrift (Der) Städtebau (ZDB-ID 217568-x) war von 1930 an Beilage zu Wasmuths Monatsheften, wodurch der Titel in Wasmuths Monatshefte für Baukunst und Städtebau geändert wurde. 1932 übernahm der Berliner Bauwelt-Verlag die Zeitschrift, und benannte sie in Monatshefte für Baukunst und Städtebau um. 1942 wurde die Zeitschrift eingestellt.
Pro Jahrgang erschienen meist acht Hefte. Die Zeitschrift war für ihre Zeit großzügig mit Abbildungen ausgestattet, auf Aufsätze folgten oft längere Strecken mit ganzseitigen Bildtafeln. Typisch für ein Monatsheft war eine Länge von knapp 40 Seiten, gegliedert in einen langen Aufsatz mit ungefähr 15 bis 20 Seiten, mehrere kürzere Aufsätze mit je etwa fünf Seiten, eine Chronik mit Kurzmeldungen und eine Bücherschau mit Rezensionen.
In der Zeit der Weimarer Republik florierte die Architektur der Moderne in ihren verschiedenen Strömungen in Deutschland auch außerhalb des Bauhauses. Auch wenn die Zahl der realisierten Entwürfe in der Zeit direkt nach dem Ersten Weltkrieg und während der folgenden Hyperinflation sowie später in der Weltwirtschaftskrise überschaubar blieb, waren die Theoretiker und Architekten besonders in Zeitschriften und anderen Publikationen aktiv, zum Beispiel in der Reihe der Bauhausbücher oder in der Zeitschrift ABC – Beiträge zum Bauen von El Lissitzky. Im Vergleich zu diesen avantgardistischen Publikationen boten Wasmuths Monatshefte eine Mischung von traditioneller und modernistischer Architektur. Der Fokus lag auf Bauten und Architekten in deutschsprachigen Ländern, aber auch internationale Entwicklungen wurden vorgestellt. Zu den regelmäßigen Autoren gehörten neben den Architekten, die dort ihre eigenen Entwürfe vorstellten, u. a. Karl Heinrich Brunner und Hans Josef Zechlin, vor allem aber Werner Hegemann, der seit 1924 Herausgeber und Chefredakteur der Zeitschrift war. 1927/1928 war neben Hegemann, der weiterhin als Herausgeber fungierte, Leo Adler Chefredakteur, 1929 folgte Adler auf dieser Position Hans Josef Zechlin.
1933 schied Hegemann als Herausgeber der Zeitschrift aus, nachdem er im Februar des Jahres ins Exil in die Schweiz gegangen war und so einer wahrscheinlichen Verhaftung durch die Nationalsozialisten entging, die er in zahlreichen Artikeln in der Tagespresse immer wieder polemisch angegangen hatte. In den Monatsheften hatte Hegemann zuletzt eine ebenfalls politisch motivierte Kontroverse mit dem Architekten Paul Schmitthenner ausgetragen. Er wurde durch den Architekturkritiker und Journalisten Friedrich Paulsen ersetzt, der die Zeitschrift nationalsozialistisch ausrichtete und bis zur Einstellung der Monatshefte 1942 ihr Herausgeber blieb.